# Ludwig Bieberbach
Ludwig Bieberbach (teljes nevén Ludwig Georg Elias Moses Bieberbach) (Goddelau, Hesseni Nagyhercegség, Német Birodalom, 1886. december 4. – Oberaudorf, Felső-Bajorország, Németország, 1982. szeptember 1.) német matematikus.

## Életrajza
Felix Christian Klein tanítványaként a göttingeni Georg-August-Egyetemen végzett, 1910-ben doktorált. Doktori disszertációjának címe: „Zur Theorie der automorphen Funktionen.”
A matematika területén elsősorban a komplex analízis területén dolgozott. Nevéhez fűződik a Koebe-Bieberbach tétel, eszerint, ha {\displaystyle f(z)=z+a_{2}z^{2}+\cdots } egyrétű függvény a 0 körüli egységsugarú körben, akkor értékkészlete tartalmazza a 0 körüli 1/4 sugarú körlapot. Leghíresebbé a Bieberbach-sejtés vált: ha az
függvény egyrétű a 0 körüli egységsugarú körben, akkor {\displaystyle |a_{n}|\leq n} teljesül {\displaystyle n=2,3,...}-ra.
Ezt Louis de Branges 1985-ben bizonyította.
1912-ben oldotta meg Hilbert 18. problémáját.
Tanulmányozta a polinomokat is 1914-ben.
Közösen tett közzé tanulmányt Issai Schurral 1928-ban, „Über die Minkowskische Reduktiontheorie der positiven quadratischen Formen” címmel.
Bieberbach matematika professzor lett a svájci Bázelben, a németországi Frankfurtban és a Berlini Egyetemen.
Bieberbach azonban nemcsak matematikusi hírnevet szerzett magának, egy kétes hírnév is a nevéhez kapcsolódik: egyike lett a nagyon kevés nácivá vált matematikusnak, vezető szerepet vállalt a zsidó származású oktatók, tudósok egyetemről való eltávolításában.
1933. január 30-án Adolf Hitler meghirdette a "bojkott napot" a zsidók ellen, melyben felhívta a németeket a zsidó üzletek bojkottjára, valamint a felsőfokú oktatásban részt vevő zsidó származású előadók elleni fellépésre.
Bieberbach hamarosan magáévá tette ezt a führeri felhívást és energikusan fellépett zsidó kollégái ellen. Megtámadta Edmund Landaut azzal, hogy nem eléggé német definíciót ad π-re.
Az 1933. április 7-én megszületett törvény lehetőséget adott a zsidó származású tanárok elküldésére az egyetemről.
1933 novemberében a Ledermann-ügy vizsgálója volt, ekkor náci egyenruhában folytatta le vizsgálatokat.
1934-ben Landaut elmozdították pozíciójából Göttingenből, mialatt Bieberbach dühös kirohanásokat tett a zsidók ellen.
Bieberbach megalapított egy újságot is, a „Deutsche Mathematik”-ot, az árja faj kizárólagosságának biztosítására a matematikában.
Felelős szerkesztője volt egy újságnak, a „Jahresbericht der Deutschen Mathematiker”-nek, ahol nyílt levelet tett közzé a zsidó származású tanárok elmozdítására.
Nagy erőfeszítéseket tett, hogy őt, mint a német matematika Führerét ismerjék el, ez azonban a többi matematikus ellenállásán megbukott.
Rasszista nézeteivel szemben több tudós emelte fel a hangját, köztük Helmut Grunsky, aki Bieberbachnál szerezte meg doktorátusát.
A második világháború befejeződése után, 1945-ben politikai szerepvállalása miatt minden állását elvesztette, a Tudományos Akadémia kizárta soraiból.
1949-ben Ostrowski a bázeli egyetemre hívta őt, amikor meghallotta, hogy több ház központi fűtésének felügyelőjeként tartja fenn magát.
Az egyébként zsidó származású Ostrowski elismerte Bieberbachot matematikusként, politikai nézeteit nem tekintette lényegesnek a matematikai kutatásokban. Emiatt sokan kritizálták őt.
Így maradhatott meg Bieberbach a matematika területén. 1954-ben általános eljárást dolgozott ki a magasabb rendszámú szegélyek egyszerű kitöltésére.
Életében 137 tanulmányt és könyvet írt, 17 tiszteletbeli doktori címet kapott, melyet politikai szerepvállalása miatt nagyrészt elvesztett.